# Hedvig af Polen
Jadwiga af Polen (dansk: Hedvig af Polen) (18. februar 1374-17. juli 1399) var Polens regent mellem 1384 og 1386 og landets dronning 1386-1399. Hedvig var søster til Marie af Ungarn og datter af Elisabeth af Bosnien. Hun blev kanoniceret i 1997, og hendes helgennavn er Skt. Hedvig (latin: Sancta Hedvigis).
Efter en overenskomst mellem Hedvigs far Ludvig 1. af Ungarn og den polske adel overtog hun Polens trone ved faderens død og kronedes ti år gammel den 16. oktober 1384 til Polens konge (rex Poloniæ). Kongetitlen markerer, at hun var en regerende monark og ikke en konges dronning. I 1386 giftede hun sig imidlertid med den litauiske storfyrste Jogaila, som blev kong Vladislav 2. Jagello af Polen. Derigennem skabtes en personalunion mellem Polen og Litauen fra 1386-1569, som efterfulgtes af den polsk-litauiske realunion. Allerede personalunionen viste sig at kunne afværge både Den Tyske Orden og Ruslands forsøg på at ekspandere.
Jadwiga var troende katolik og kendt for sin fromhed. I sit forsøg på at skabe en homogen stat forsøgte hun at kristne den litauiske del af unionen. Hun tilbedtes tidligt som helgen, men kanoniseredes først 8. juni 1997 af pave Johannes Paul II som Sankt Hedvig. Hun regnes for skytshelgen for det forenede Europa og Europas dronninger.
Den 22. juni 1399 fødte Jadwiga en datter, som fik navnet Elisabeth Bonifacia. Både mor og barn døde en måned efter den komplicerede forløsning, og begravedes sammen i Wawel-katedralen i Krakow. Hendes død underminerede til at begynde med ægtemandens stilling som konge i landet, men trods dette regerede Jogaila fremgangsrigt i yderligere 35 år frem til sin død i 1434.